# Sonja Henie
Sonja Henie (8. april 1912 i Kristiania – 12. oktober 1969 på en flyrejse mellem Paris og Oslo) var en norsk skøjtedronning, OL-vinder, filmskuespiller og kunstmæcen. 
Hun var datter af Selma Lochmann-Nielsen (1888 – 1961) og Wilhelm Henie (1872 – 1937). Hun vandt guld ved tre Vinter OL. Hun vandt også ti verdensmesterskaber og seks europamesterskaber i træk (1927 – 1936 og 1931 – 1936). Hun løb for Oslo Skøjteklub.
I 1937 blev hun professionel. Hun deltog i en række internationale isshows og medvirkede i flere amerikanske skøjtefilm. Hun bliver af mange anset for at være den internationalt bedst kendte norske kvinde gennem historien og har fået en stjerne på Hollywood Walk of Fame.
Med sin tredje mand, skibsrederen Niels Onstad, oprettede hun en stiftelse, som grundlagde et kunstcenter på Høvikodden i Bærum, Henie-Onstad Kunstsenter. 14 måneder efter åbningen af kunstcenteret døde Sonja af leukæmi. Hun var da om bord i et fly på vej hjem fra Paris. Hun blev 57 år gammel.